# Pachynoa interrupta
Pachynoa interrupta är en fjärilsart som beskrevs av Paul E. Whalley 1962. Pachynoa interrupta ingår i släktet Pachynoa och familjen Crambidae. Inga underarter finns listade i Catalogue of Life.